# Japanese Menu/Distortion 10
Japanese Menu/Distortion 10 ou apenas Japanese Menu é o décimo álbum de estúdio do músico japonês Kiyoharu, lançado em 25 de março de 2020 sendo o seu primeiro na Pony Canyon. A canção "Survive of Vision" é tema de abertura do anime Blade of the Immortal.

## Visão geral
No final de 2019, foi anunciado o novo álbum de Kiyoharu: Japanese Menu. Acompanhado do anúncio, uma pré-visualização de 30 segundos do videoclipe da canção "Survive of Vision", gravado em Guanajuato, México, foi ao ar em seu canal no YouTube. Ela foi selecionada como tema de abertura do anime Blade of the Immortal.
Após ter sido modelo do projeto "Distortion 3" do designer Masahiko Maruyama do ateliê Yamanami, Kiyoharu aceitou a oferta de colaborar com o projeto "Distortion 10" do ateliê. Graças a colaboração, foi adicionado "Distortion 10" ao título do álbum e as capas dele foram criadas por vários artistas do ateliê.
Inicialmente previsto para 18 de março, foi adiado em uma semana e lançado dia 25. No entanto, as canções "Outsider" e "Survive of Vision" foram liberadas no dia 18 para os que compraram o álbum em pré venda, além de "Greige", que também foi publicada no YouTube neste dia. Incluiu duas edições: a regular em CD, com dez faixas, e a edição limitada em DVD, com dez faixas e três videoclipes. A turnê nacional que promoveu o lançamento do álbum se chamou Japanese Menu e aconteceu de fevereiro a agosto de 2020.

## Recepção
O álbum alcançou a vigésima sétima posição nas paradas japonesas da Oricon e permaneceu por três semanas.
Foi selecionado por Chiaki Fujitani no site Real Sound como um dos melhores álbuns visual kei de 2020, comentando: "Nos últimos anos, os trabalhos solo de Kiyoharu foram ficando cada vez mais desagregados de ornamentações, então tenho a impressão de que ele está competindo apenas com a música." Com o portal Gekirock, além de Japanese Menu como melhor álbum do ano, ele escolheu Kiyoharu como o melhor artista do ano e "Yume Oi" como a segunda melhor canção do ano.

## Faixas
| Edição regular |                                    |         |  |
| N.º            | Título                             | Duração |  |
| 1.             | "Survive of Vision"                | 4:37    |  |
| 2.             | "Geretsu" (下劣)                   | 3:18    |  |
| 3.             | "Outsider"                         | 3:15    |  |
| 4.             | "Greige" (グレージュ)              | 3:51    |  |
| 5.             | "Sakkaku Refrain" (錯覚リフレイン) | 4:07    |  |
| 6.             | "Ryoujoku" (凌辱)                  | 4:00    |  |
| 7.             | "Senrei" (洗礼)                    | 3:46    |  |
| 8.             | "Uso to Oroka" (嘘と愚か)          | 3:34    |  |
| 9.             | "Yume Oi" (夢追い)                 | 3:10    |  |
| 10.            | "Romantic" (ロマンティック)        | 5:13    |  |
| Duração total: | Duração total:                     | 44:16   |  |

| Faixas bônus da edição limitada |                                      |         |  |
| N.º                             | Título                               | Duração |  |
| 1.                              | "Survive of Vision" (Videoclipe)     |         |  |
| 2.                              | "Greige" (Videoclipe)                |         |  |
| 3.                              | "A DAY in New York & more landscape" |         |  |

## Músicos de apoio
- Kōichi Korenaga, Duran - guitarra
- Yūji Okiyama - baixo
- Katsuma - bateria[13]